# Хетське ієрогліфічне письмо

Хетти

Хетське ієрогліфічне письмо — самобутня писемність, поширена в Хетському царстві. Відома під назвою «хетські ієрогліфи» (за назвою царства), «лувійські ієрогліфи» (за назвою мови, яку вони передавали) або «анатолійські ієрогліфи» (за місцем знаходження). Хоча знаки мають рисунковий вигляд, писемність у своїй основі є не ідеографічною, а складовою. За походженням писемність не має нічого спільного з писемностями сусідніх регіонів.

## Історія
За часом виникнення лувійські ієрогліфи є пізнішими, ніж хетський клинопис (адаптована форма аккадського клинопису), і поступово витіснили останню.
Найраніші приклади зустрічаються на особистих печатках і дуже короткі: написи містять лише імена, титули й магічні знаки. Досить довгі тексти виявлені на монументальних написах на камені, кілька документів збереглися на свинцевих смужках.
Перші монументальні написи відносяться до пізньої бронзової доби, приблизно XIV–XIII ст. до н. е. Протягом наступних двох століть лувійські ієрогліфи засвідчені лише дуже рідкісними знахідками, після чого в шарах з X по VIII ст. до н. е. вони знову представлені у великій кількості. Приблизно на початку VII ст. до н. е. вони зникають остаточно, витіснені малоазійськими алфавітами.

## Мова
Очевидно, писемність була розроблена і пристосована спеціально для лувійської мови, а не запозичена ззовні (про це говорить, зокрема, відсутність складів з голосним -е-). Текстів, записаних даним письмом на інших мовах, не виявлено, хоча в текстах і зустрічаються іншомовні вкраплення — хурритські імена богів чи глоси з урартської мови (приклад:  á — ḫá + ra — ku =
 aqarqi або  tu — ru — za = ṭerusi, дві одиниці вимірювань).

## Типологія
Як і єгипетські ієрогліфи лувійські складаються із звукових і логографічних знаків. З приводу читання більшості складових знаків досі є сумніви, з якою голосною їх читати — а чи i.
Слова могли записуватися логограмами, фонетично або змішаним способом (тобто логограми + фонетичний компонент), перед словами могло ставитися детермінанти (знак, що визначає, до якого класу належить слово).
На відміну від єгипетських рядки лувійських ієрогліфів писалися почергово зліва направо, потім справа наліво (таке направлення листа греки називали бустрофедон , буквально «по ходу вола» під час орання поля).
Деякі знаки Фестського диска нагадують лувійські ієрогліфи (на цій підставі В. Георгієв намагався прочитати Фестський диск), проте в цілому це різні, не пов'язані одна з одною писемності.

## Дешифрування
Перші кроки в дешифрування зробили А. Сейс, Б. Грозний, Й. Фрідріх, яким вдалося встановити читання в цілому декількох десятків знаків.
Більшу частину знаків дешифрував Емманюель Ларош в 1960 р. В 1973 Девід Хокінс, Анна Морпурго Девіс та Гюнтер Нойман встановили, що мова написів була лувійською, а не хетською, при цьому вони виправили частину помилкових читань знаків, наприклад, для знаків * 376 і 377 * замість i, ī були запропоновані читання zi, za.